# Rimski most v Trierju
Rimski most (znan tudi kot Alte Moselbrücke), ki vodi čez Mozello v Trierju (Augusta Treverorum), je najstarejši most v Nemčiji.
Od leta 1986 je Rimski most del Unescove svetovne dediščine Rimskih spomenikov, stolnice in Marijine cerkve v Trierju.

## Zgodovina
Prvi rimski leseni most čez Mozelo je obstajal med 18. / 17. st. pr. n. št.  To je bil palični podporni lesen most ....; pilote so datirali leta 1963 s pomočjo dendrokronološke raziskave.
Da je temeljni kamen iz leta 45 n. št. majhen kos, najden v spodnjem toku reke s sedanjega mesta rimskega mostu, so pokazale dendrokronološke raziskave. Deli stebrov so menda še vedno vidni ob nizkem vodostaju.
Opornike tega kamnitega mostu so zgradili med letoma 142  in 150 . Novi Rimski most je tretji most na tem mestu od ustanovitve mesta. S pomočjo vodotesno zgrajenih pilotnih sten iz bazalta in kamnitih blokov iz modrega kamna na rečnem dnu, so bili zgrajeni temelji opornikov. Gradbeni material je iz kamnoloma nekdanjega vulkana Hohe Buche. Mostni stebri so opremljeni s koničasto oblogo, ki zdrži visoke vode in led. Na masivnih stebrih je bila v rimskih časih lesena mostna konstrukcija, tipa razpiralo. Ta bi lahko vzdržala promet na deset metrov široki cesti. Ker pa je bilo cestišče pri normalnem vodostaju okrog 14 m nad Mozelo, so morali ladijske jambore zložiti, ko so pluli pod mostom. Za vožnjo proti toku so imeli zaradi močnega toka, vleko.
Porušena srednjeveška mostna vrata, Porta Inclyta (Slavna vrata) so danes uganka. Znanstveniki trenutno preučujejo ali so Porta Nigra na levi ali desni strani Mozele podobna vrata.
Kamnit obok izvira iz srednjega veka 1190-1490, zgrajen verjetno v času volivnega kneza Baldwina (1307-1354). Vseh devet mostnih lokov je še vedno zelo dobrem stanju. Domnevajo, da sta bila dva od teh devetih obnovljena 1717/18, vendar se to ne uporablja. Prva dva na mestni strani sta bila že v rimskih časih skrita za nasipom.
Leta 1689 so most razstrelili francoski vojaki. Med 1716 do 1718 je oboke obnovil volilni knez Johann Georg Judas. Ob tej priložnosti je bilo na peti steber na zahodu postavljeno razpelo in kip sv. Miklavža. Leta 1806 so bila ukinjena zahodna mostna vrata, leta 1869 so sledila še vzhodna. Leta 1931 je bil most razširjen in do danes dobil še konzolni steze za pešce.
Zjutraj 2. marca 1945 bi Američani lahko uničili rimski most v smeri Trier-zahod. Most iz neznanih razlogov niso uničili niti nemški vojaki. Po pričanju očividca so bili na mostu številni ostanki, ki so bili verjetno od poškodovanega kabla za vžig eksploziva.
Po drugi svetovni vojni so bile izvedene obsežne arheološke raziskave v okviru regulacije Mozele. Leta 2012 je mesto Trier razpisalo arhitekturni natečaj za prenovo okolja mostu in samega mosta s ciljem, da bi spomenik bolje predstavili. Zaradi finančnih razlogov je izvajanje predlogov trenutno onemogočeno.